# Ștefănești (gmina Suseni)
Ștefănești – wieś w Rumunii, w okręgu Ardżesz, w gminie Suseni. W 2011 roku liczyła 134 mieszkańców.